# بلوار (فیلم ۲۰۱۴)
«بلوار» (انگلیسی: Boulevard) یک فیلم به کارگردانی دیتو مانتیل است که در سال ۲۰۱۴ منتشر شد.